# Masha, or the Fourth Reich
Masha, o el Cuarto Reich es una novela distópica del autor lituano/ucraniano Yaroslav Melnyk. Publicada en 2013 en lituano (como Maša, arba Postfašizmas) por el mayor grupo editorial de los países bálticos Alma littera, fue preseleccionada para los Premios al Libro del Año. Se han publicado 18 reseñas sobre esta novela. Los críticos califican este thriller de libro impactante que puede ser un éxito de ventas en los países occidentales. En este libro el autor cumplió el sueño de Hitler. En 2016 la novela se publicó en Ucrania y se convirtió en un éxito de ventas (BBC Book of the Year Award shortlist) . En 2020, la novela fue publicada en Francia por Actes Sud.

## Introducción a la trama
Hitler soñaba con un Reich. Si los nacionalsocialistas hubieran hecho realidad su sueño, ¿qué aspecto tendría la sociedad "posfascista" mil años después? Después de todo, ya en el siglo XX los reclusos de Auschwitz habían perdido su condición humana y fueron degradados al nivel de animales, las partes de sus cuerpos utilizadas para satisfacer las necesidades de consumo de la "raza superior". ¿El resultado? En mil años, la raza inferior se ha transformado en animales con apariencia humana llamados stors.
Al principio de esta historia, el protagonista es un periodista de un periódico oficial; más tarde se une gradualmente a un grupo que ya no puede soportar el horrible legado del pasado. Poco a poco despierta su conciencia. La trama gira en torno al protagonista y a lo que ocurre cuando se enamora de una tal Masha.

## Recepción
"Masha o el Cuarto Reich" es una novela que sobrecoge y sensibiliza. Abiertamente escrita y al mismo tiempo aguda esta historia dejará miles de pensamientos en la cabeza y elevará la conciencia en cada lector" (Planet News, reseña).
"Una poderosa fábula distópica, del ucraniano Jaroslav Melnik, que colisiona la cuestión animal con las peores construcciones totalitarias que la humanidad ha sido capaz de levantar contra sí misma: si la "raza inferior" está absolutamente deshumanizada, todas las cuestiones morales se desvanecen"  
(Libération).
"Tomando prestado el tema de los subhombres de H. G. Wells, Melnik mezcla, como un DJ experto, reflexión filosófica, ensayo poshistórico, novela de anticipación y denuncia del nazismo en una novela tan escalofriante como asombrosa." 
(L'Obs - Le Nouvel Observateur).
"Ser o parecer ... un ser humano" "Construido con habilidad, bellamente presentado con un modelo gótico que imbuye al objeto de un aura escalofriante "
"Más allá de la novela negra y del mensaje filosófico, una época fuera del tiempo -pero no tan lejana cuando nos acercamos al desenlace- es una meditación sobre la idea que tenemos de la vida, de lo que queremos -o debemos- hacer con ella, y de las decisiones valientes que hay que tomar en las muchas encrucijadas de nuestra existencia. Una lección de modestia".
(L'Internaute (página web de Figaro) 
"Esta novela de anticipación hay que ponerla en todas las manos"
"¡Un éxito total! " 
(The Suricate Magazine)) 
"Un libro tan inquietante como inteligente, del que aún pasaremos tiempo recorriendo mentalmente los oscuros vericuetos una vez cerrado el objeto. Por no hablar de este giro final, un tremendo hallazgo, que por sí solo da una inquietante profundidad a esta historia de loca inventiva. "
(Usbek & Rica Magazine) 